# Agap2
 (mars 2011).
agap2 est une société européenne de conseil en ingénierie spécialisé dans l'industrie et l'IT. 
agap2 est une marque du groupe MoOngy.

## Présentation
Fondé en 2005, agap2 recrute des consultants ingénieurs et experts techniques pour répondre aux besoins de ses clients dans les grands secteurs de l’industrie et de l’IT. Depuis sa création, le groupe a connu une forte croissance, à un rythme continu. 
agap2 compte 4 000 collaborateurs, 272 M€ de chiffre d’affaires en 2022 et 29 agences en Europe.

## Secteurs d'activité
Industrie :
- Aéronautique, Spatial, Défense
- Automobile
- BTP
- Santé
- Ferroviaire
- Energies

IT :
- Industrie
- Banque, Finance et Assurance
- Services
- Tertiaire